# Acanthodoris pina
Acanthodoris pina is een slakkensoort uit de familie van de Onchidorididae. De wetenschappelijke naam van de soort werd voor het eerst geldig gepubliceerd in 1967 door Marcus & Marcus.